# Camber (East Sussex)
Camber is een civil parish in het bestuurlijke gebied Rother, in het Engelse graafschap East Sussex met 1265 inwoners.